# Stonehocker Point
Stonehocker Point är en udde i Antarktis. Den ligger i Östantarktis. Australien gör anspråk på området.
Terrängen inåt land är platt åt nordväst, men åt sydost är den kuperad. Havet är nära Stonehocker Point åt nordväst. Trakten är glest befolkad. Närmaste befolkade plats är Casey Station, 2,7 kilometer söder om Stonehocker Point. 